# 圣迪济耶站
圣迪济耶站，是法国的一个铁路车站，位于法国城市圣迪济耶。

## 位置
圣迪济耶站位于圣迪济耶市区的北部。车站大致呈东西走向，正门开口朝南。

## 设施
圣迪济耶站设有人工售票窗口，其开放时间如下：
- 周一至五：05:40~12:30和13:00~19:40
- 周六：08:35~12:15和13:15~16:50
- 周日及节假日：11:55~19:10

此外，圣迪济耶站还设有自动售票机等设施。

## 停靠线路
以下列车线路在圣迪济耶站停靠：
| 圣迪济耶站列车线路表          |      |                  |          |                  |
| 线路                          | 车种 | 上一站           | 下一站   | 大致运行频率     |
| 巴黎—圣迪济耶                 | TER  | 维特里勒弗朗索瓦 | （终点） | 每天2~4趟        |
| 兰斯/香槟沙隆—第戎            | TER  | 维特里勒弗朗索瓦 | 茹安维尔 | 每天3~5趟        |
| 香槟-阿登TGV/兰斯—圣迪济耶    | TER  | 维特里勒弗朗索瓦 | （终点） | 每天2~4趟        |
| 兰斯/香槟沙隆—屈尔蒙-沙兰德雷 | TER  | 维特里勒弗朗索瓦 | 茹安维尔 | 每天2~3趟        |
| 圣迪济耶→屈尔蒙-沙兰德雷      | TER  | （起点）         | 厄尔维尔 | 每天6:15（单向） |
| 1. 2.                         |      |                  |          |                  |

## 配套交通

### 长途客车
| 停靠圣迪济耶的大巴车         |                                               | |
| 上下车地点                   | 运营单位                                      | 主要目的地 |
| 776B Avenue de la République | Flixbus                                       | - 770线（每周四至日开行）：图尔宽、里尔、努瓦耶勒戈多、圣康坦、兰斯、南锡、斯特拉斯堡                                      |
| 圣迪济耶站门口               | 默兹省城际客运 RITM                           | - 19线：博东维利耶、巴勒迪克                                                                                               |
| 圣迪济耶站门口               | 奥布省城际客运 Réseaux interurbains de l'Aube | - 03线：布列讷堡、特鲁瓦                                                                                                   |
| 圣迪济耶站门口               | SNCF Car TER                                  | - 12线：厄尔维尔-比安维尔、马恩河畔巴亚尔、茹安维尔 - 当某条铁路线施工或罢工时，SNCF可能也会提供途径该线路沿途站点的大巴车 |
| 1. 2. 3. 4. 5.               |                                               | |

### 市内交通
| 圣迪济耶站附近的市内公共交通线路 |                | |
| 公交车站名称                     | 位置           | 停靠线路 |
| Pôle d'échange Multimodal 火车站 | 圣迪济耶站门口 | - 1路：圣达芒橡林 ↔ 阿利泽 - 2路：圣艾克絮佩里 ↔ 医院 - A线：阿利泽 ↔ 三泉产业园 - B线：职教中心 ↔ 信息产业园 |
| 1. 2. 3.                         |                | |

### 社会车辆
圣迪济耶站门口设有社会车辆停车场。

## 临近车站
| 圣迪济耶站（Gare de Saint-Dizier）                                                                                            |                           |                     |
| 上行车站 | 线路                      | 下行车站            |
| 维特里勒弗朗索瓦站 29.5km ←                                                                                                   | 布莱姆-欧西涅蒙－肖蒙铁路 | 厄尔维尔站 → 10.3km |
| - 注：灰色字体为非本线车站，布莱姆-欧西涅蒙－肖蒙铁路的起点布莱姆-欧西涅蒙站（法語：Gare de Blesme - Haussignémont）已关闭。 - 本表仅显示运营中的线路及车站 |                           |                     |